# Koncert ’97 (album Closterkellera)
Koncert ’97 – pierwszy koncertowy album grupy muzycznej Closterkeller. Wydany został w 1997 roku nakładem Izabelin Studio.

## Lista utworów
źródło:.
1. "Intro – 2:31
2. "Klepsydra – 4:44
3. "W moim kraju – 4:26
4. "California – 4:55
5. "Tak się boję bólu – 3:55
6. "Taniec na linie" – 3:47
7. "Dlaczego noszę broń" – 5:26
8. "I jeszcze raz do końca" – 3:53
9. "Jihad" – 3:39
10. "Iluzyt" – 4:01
11. "Tak się rodzi nienawiść" – 3:58
12. "Cyan" – 6:08
13. "Scarlett" – 4:00
14. "Władza" – 4:54
15. "Heart shaped box" – 6:09
16. "Dwa dni (Grafitowy)" – 3:43

## Muzycy
źródło:.
- Anja Orthodox – śpiew, instrumenty klawiszowe, gitara
- Paweł Pieczyński – gitara
- Krzysztof Najman – gitara basowa
- Piotr Pawłowski – perkusja
- Tomasz Wojciechowski – instrumenty klawiszowe, gitara